# 2019 TB7
 (octobre 2019).
2019 TB7 est une planète mineure du système solaire, plus précisément un astéroïde Aton. Son orbite a un demi-grand axe de 0,90 unité astronomique.  Son excentricité, de 0,13, le fait croiser l'orbite de la Terre et s'approcher de celle de Vénus, sans néanmoins croiser cette dernière. Son inclinaison est de 10 degrés.